# Bezetting van de Kanaaleilanden

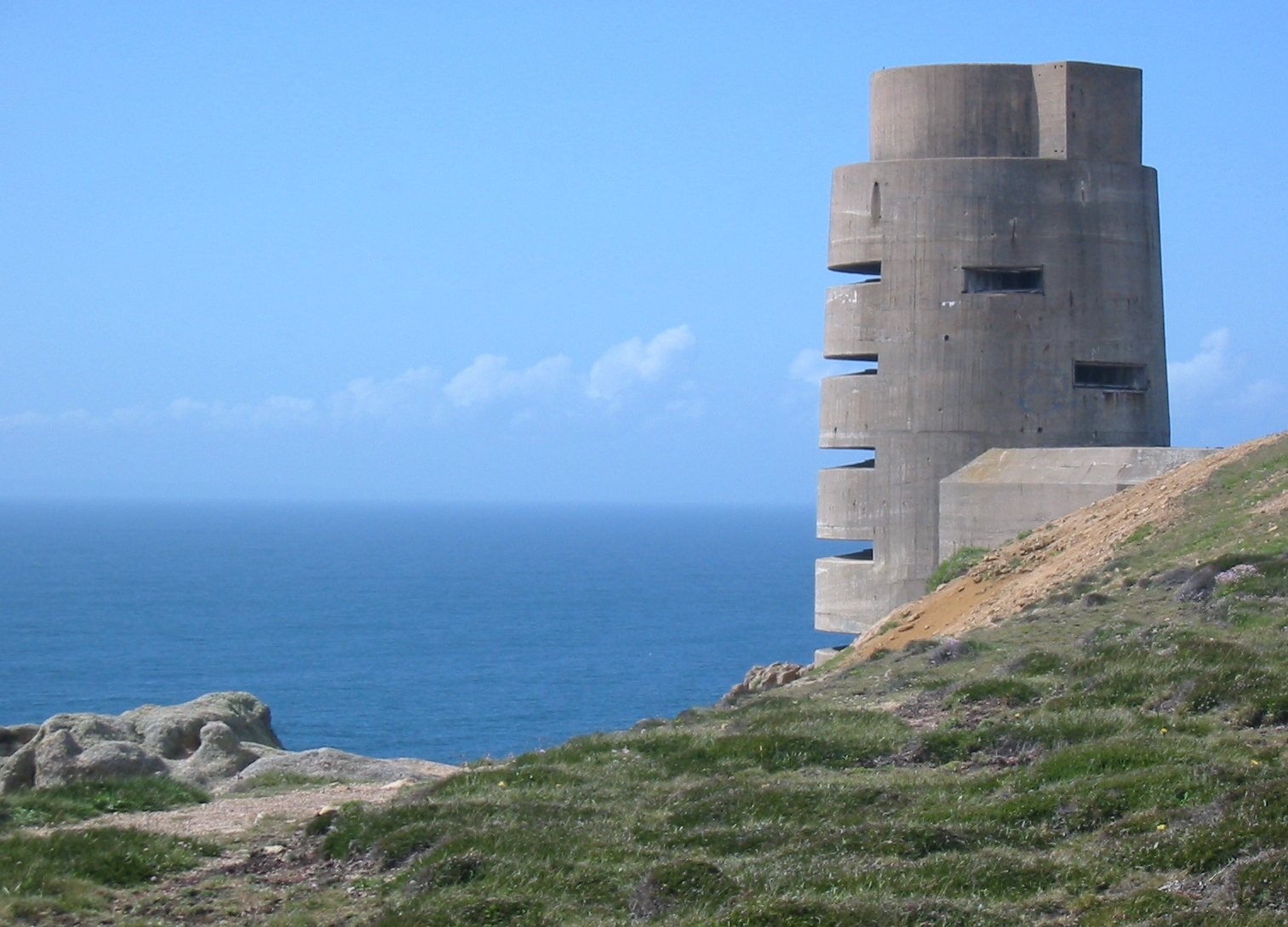
Als deel van de Atlantikwall, bouwden de Duitse troepen en de Organisation Todt tussen 1940 en 1945 forten rond de kusten van de Kanaaleilanden zoals deze in Les Landes, Jersey

De bezetting van de Kanaaleilanden verwijst naar de militaire bezetting van de Kanaaleilanden door nazi-Duitsland die duurde van 30 juni 1940 tot de bevrijding op 9 mei 1945. De Kanaaleilanden omvatten de Kroonbezitten van de baljuwschappen Guernsey en Jersey, die geen deel zijn van het Verenigd Koninkrijk en ook de kleinere eilanden Alderney en Sark omvatten. Dit waren de enige delen van de Britse eilanden die door de Duitse troepen bezet werden tijdens de Tweede Wereldoorlog.

## Voor de bezetting

### Demilitarisatie

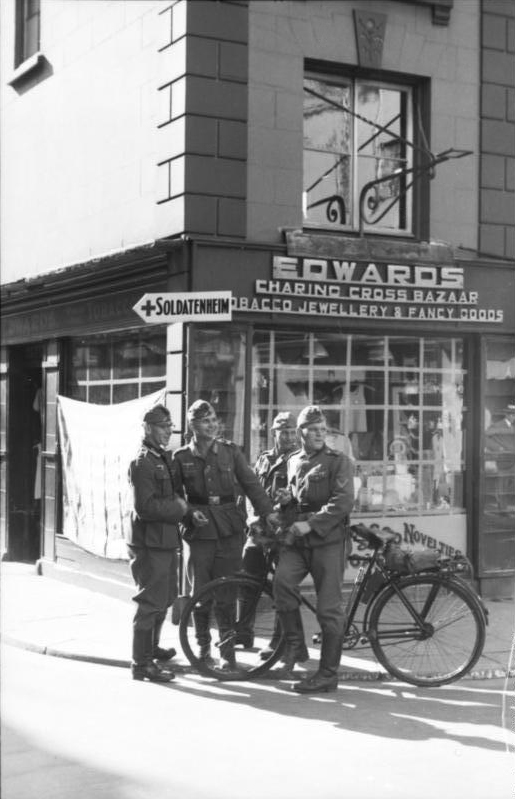
Duitse soldaten op Jersey.

Op 15 juni 1940 besloot de Britse regering dat de Kanaaleilanden van geen strategisch belang waren en niet verdedigd zouden worden. Dit werd ook geheimgehouden voor Duitsland. Hoewel eerste minister Winston Churchill terughoudend was gaf de Britse regering het oudste kroonbezit op zonder enig bloedvergieten. De tienduizenden soldaten die Hitler stuurde om de eilanden te verdedigen konden hierdoor niet gestuurd worden naar strategisch belangrijkere plaatsen zoals de westkust van Europa. De Kanaaleilanden waren van geen enkel belang voor de Duitsers en dienden enkel als propaganda om te kunnen zeggen dat de Duitsers een deel van het Britse grondgebied bezet hadden. De eilanden werden gedemilitariseerd.

### Evacuatie
De Britse regering sprak de vertegenwoordigers van de eilanden aan om een beleid af te spreken omtrent evacuatie. De meningen waren verdeeld en de eilanden reageerden verschillend. De regering stelde schepen ter beschikking om de eilandbewoners de kans te geven om te vluchten als ze dat wilden. De autoriteiten op Alderney moedigden de bewoners aan om weg te gaan en bijna allen deden dit. De Dame van Sark vroeg iedereen te blijven. Guernsey evacueerde alle kinderen die naar school gingen en de ouders kregen de kans om hun kinderen bij zich te houden of met hun school mee te gaan. In Jersey verkozen de meeste bewoners om te blijven.

### Invasie
Aangezien de Duitsers niet wisten dat het eiland gedemilitariseerd was benaderden ze de eilanden met voorzorg. Op 28 juni 1940 werden de havens van Guernsey en Jersey gebombardeerd. In Saint Peter Port dachten de Duitsers dat er militaire troepen waren van de Engelsen, maar in feite waren dit vrachtwagens die tomaten transporteerden die klaar werden gemaakt voor export naar Engeland. 44 mensen kwamen om bij deze aanslagen.
Guernsey gaf zich over op 30 juni en Jersey volgde een dag later. Alderney, waar nog slechts een handvol mensen waren, werd op 2 juli bezet en Sark werd officieel bezet op 4 juli.

## Bezetting

### Verzet en collaboratie
Er was geen verzetsbeweging zoals op het Franse vasteland. Dit kwam doordat er veel Duitsers aanwezig waren (één Duitser per twee eilandbewoners) en gezien de grootte van de eilanden waren er niet veel schuilplaatsen waar het verzet bij elkaar zou kunnen komen. Bovendien had een groot deel van de mannelijke bevolking zich reeds bij het Britse leger gevoegd.
Het verzet dat toch bestond was passief verzet, zoals kleine sabotage, onderdak bieden aan vluchtelingen en het publiceren van kranten met nieuws van de BBC radio. De radio werd eerst verboden, maar dan tijdelijk toegestaan. Uiteindelijk werd de radio helemaal verbannen. Vele bewoners hadden hun radio echter kunnen verstoppen of improviseerden een nieuwe en bleven naar de radio luisteren ondanks het risico dat ze ontdekt zouden worden door de Duitsers of dat de buren hen zouden aangeven.
Sommige vrouwen legden het aan met de bezetters, hoewel dit afgekeurd werd door de meerderheid van de bevolking die hen de pejoratieve bijnaam Jerry-bag gaven.

### Forten

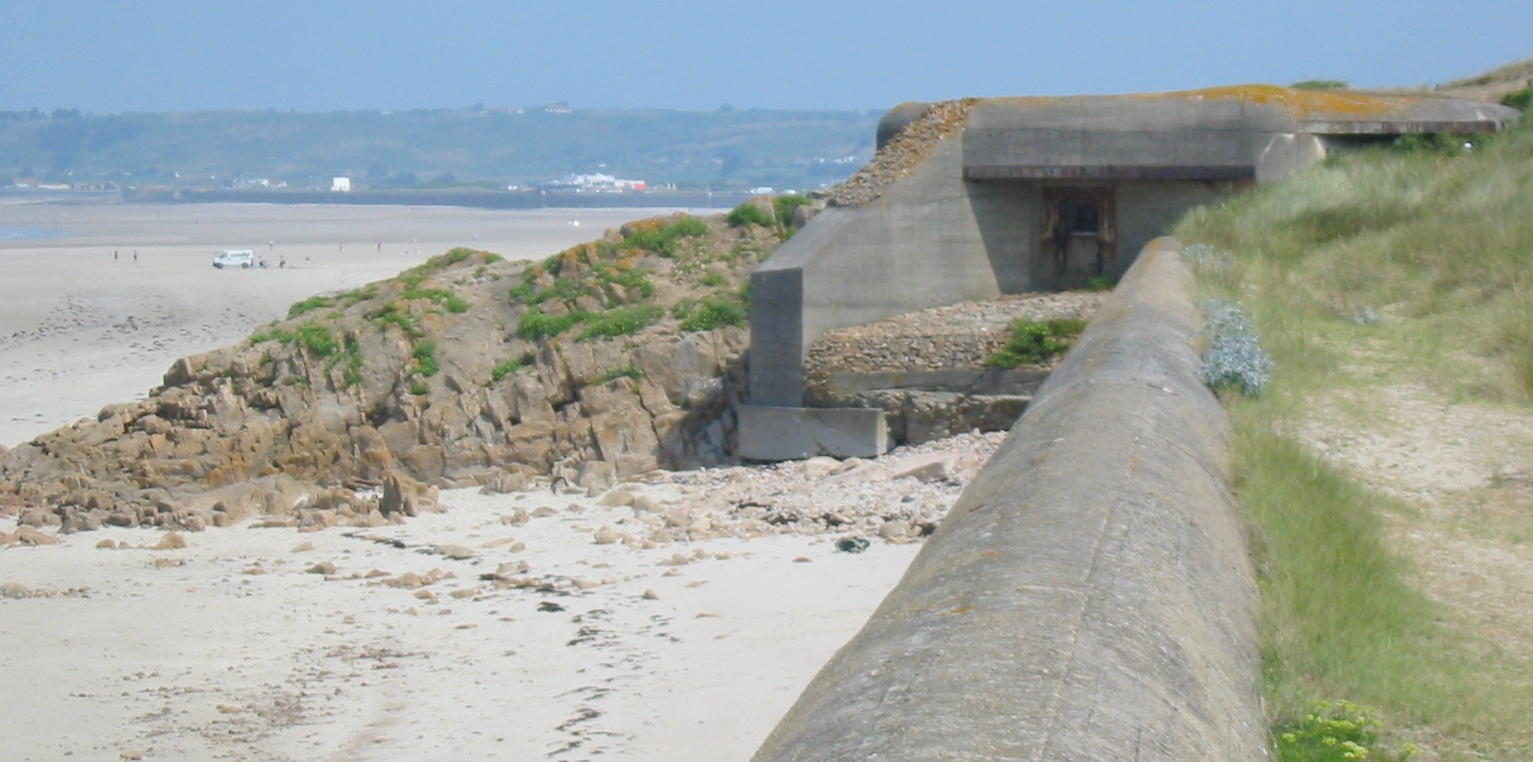
Bunker in St Ouen's Bay, Jersey

Als onderdeel van de Atlantikwall construeerden de Duitse troepen en de Organisation Todt tussen 1940 en 1945 forten rond de kusten van de Kanaaleilanden.
De meerderheid van de werkmannen waren Duitse soldaten, al waren er ook rond de duizend Russische gevangen soldaten ingezet.
In Alderney werd het concentratiekamp Lager Sylt geopend om de slaven te herbergen die de forten bouwden. Ongeveer 460 mensen stierven in dit kamp.
Er werden veel forten gebouwd op de eilanden, vooral op Alderney, dat het dichtst bij Frankrijk lag. Hitler had besloten dat 10% van het staal en beton dat gebruikt werd voor de Atlantikwall naar de Kanaaleilanden moest gaan, omwille van de propaganda die het opbracht doordat ze Brits terrein bezetten.

### Deportatie
In 1942 kondigden de Duitse autoriteiten aan dat alle bewoners van de Kanaaleilanden die daar niet geboren waren, alsook de mannen die gediend hadden in het Britse leger als officier tijdens de Eerste Wereldoorlog gedeporteerd moesten worden. De meerderheid van hen werd naar het zuidwesten van Duitsland gebracht, voornamelijk naar de kampen in Biberach an der Riß en in Laufen. Deze maatregel werd besloten door Hitler als represaille voor de Duitse burgers die gedeporteerd en geïnterneerd werden in Iran. De ratio was dat twintig Kanaaleilandbewoners moesten gedeporteerd worden voor elke Duitser die gedeporteerd was.

### Vertegenwoordiging in Londen
Aangezien de eilanden zelfbestuur hadden, was er geen vertegenwoordiging in het parlement van Londen. Om er zeker van te zijn dat de bewoners niet vergeten werden namen de geëvacueerde bewoners de vertegenwoordiging op zich.

### Onder belegering
In juni 1944 was er D-Day met de landing in Normandië. Door de vele forten op de Kanaaleilanden lieten de Geallieerden deze links liggen. Dit betekende echter dat de Duitse voedseltoevoer en toevoer van andere goederen verdween. De voorraden op het eiland waren reeds aan het afnemen en zowel de bewoners als de Duitse soldaten stevenden af op de hongerdood.
De reactie van Winston Churchill op het Duitse garnizoen was let 'em rot (laat ze rotten), hoewel dit ook betekende dat de eilandbewoners met hen moesten meerotten. Het duurde maanden vooraleer het Rode Kruis-schip SS Vega de toestemming kreeg om de uitgehongerde bewoners te redden. In december 1944 brachten ze voedselpakketten, zout, zeep en medische verzorging mee. De Vega maakte nog vijf reizen naar de eilanden voor de bevrijding in 1945.
In 1944 arriveerde ook de populaire Duitse filmactrice Lil Dagover om de Duitse troepen te entertainen.

### Bevrijding
Op 8 mei 1945 om 10 uur werden de bewoners geïnformeerd door de autoriteiten dat de oorlog voorbij was.
Albanië · 
België · 
Denemarken · 
Frankrijk · 
Griekenland · 
Hongarije · 
Italië · 
Joegoslavië · 
Kanaaleilanden · 
Luxemburg · 
Monaco · 
Nederland · 
Noorwegen · 
Oekraïne · 
Oostenrijk · 
Ostland (Estland · Letland · 
Litouwen · Wit-Rusland) · 
Polen · 
San Marino · 
Tsjecho-Slowakije